# 198 av. J.-C.
Cette page concerne l'année 198 av. J.-C. du calendrier julien proleptique.

## Événements
- 16 janvier (15 mars du calendrier romain) : début à Rome du consulat de Titus Quinctius Flamininus et Sextus Aelius Paetus Catus [1].
  - Flamininus est envoyé en Macédoine et Aelius en Cisalpine[2]. Attale de Pergame envoie une délégation à Rome pour annoncer qu’il est attaqué en Asie Mineure par Antiochos III et il demande au Sénat l’autorisation de retirer ses troupes de Grèce. Le Sénat envoie une ambassade à Antiochos pour lui demander de retirer ses troupes, ce qui semble suivi d’effet. Les troupes séleucides se maintiennent cependant dans les territoires conquis par Attale sur Achaios II en 218 av. J.-C.[3]
- Avril : Titus Quinctius Flamininus arrive avec d'importants renforts à Corcyre pour reprendre le commandement de Villius. Il décline les propositions de paix de Philippe V de Macédoine[2].
  - Flamininus entre en Thessalie par la vallée de l’Aoos, où il remporte une victoire, mais ne peut menacer la Macédoine. Il abandonne le front Illyrien pour transférer en Grèce sa base d’opération. Il obtient par la diplomatie le soutien de la Ligue Achéenne, du tyran de Sparte Nabis et de la Ligue Béotienne contre Philippe V de Macédoine[2].
- 7 août : éclipse solaire visible en Grèce et à Rome[4].
- Novembre : conférence de paix de Nicée de Locride[5] entre Philippe V, Attale et Flamininus en présence des représentants de leurs alliés respectifs. Flamininus réclame l’évacuation des garnisons macédoniennes en Grèce, la remise des prisonniers et des déserteurs et le retour des parties de l’Illyrie acquises par Rome après la paix de 205 av. J.-C. Une trêve de deux mois est conclue et Philippe fait des propositions sur les places qu'il veut bien céder. Négociations à Rome. Les alliés réussissent à convaincre le Sénat romain que tant que Philippe conservera Démétrias en Thessalie, Chalcis en Eubée et  Corinthe, « les entraves de la Grèce », il restera une menace pour les Grecs[2].

- Révolte servile à Sétia, dans le Latium. Les esclaves, pour la plupart des prisonniers de la deuxième guerre punique, profitent des jeux publics pour s’emparer de la ville. Ils sont dénoncés aux autorités de Rome par deux d’entre eux, et le préteur urbain Lucius Cornelius Lentulus réprime la révolte. Il reprend Sétia alors que de nouveaux troubles éclatent à Préneste ; Lentulus intervient et 500 esclaves soupçonnés de préparer une insurrection sont suppliciés[6].
- Traité de paix entre la dynastie Han et le chan-yu des Xiongnu, Modu, qui épouse une princesse impériale. L’empereur de Chine Liu Bang lui paie un tribut annuel en soie, grains et autres denrées[7].